# Pedro Díaz Lobato
Pedro Díaz Lobato (Madrid, 31 de maig de 1973) és un ex-ciclista espanyol, professional del 1999 fins al 2004. De la seva carrera destaca la victòria d'etapa a la Volta a Espanya de 2003.

## Palmarès
- 1997
  - 1r al Trofeu Iberdrola
- 1998
  - 1r al Memorial Valenciaga
- 1999
  - Vencedor d'una etapa a la Volta a l'Argentina
- 2001
  - Vencedor d'una etapa a la Volta a Andalusia
- 2003
  - 1r al Memorial Manuel Galera
  - Vencedor d'una etapa a la Volta a Espanya

### Resultats a la Volta a Espanya
- 1999. 44è de la classificació general
- 2000. 76è de la classificació general
- 2001. 122è de la classificació general
- 2003. 117è de la classificació general Vencedor d'una etapa